# دختر قرن بیستم
دختر قرن بیستم (کره‌ای: 20세기 소녀؛ انگلیسی: 20th Century Girl) یک فیلم درام عاشقانه سال ۲۰۲۲ کره جنوبی به کارگردانی بانگ وو ری است و نخستین تجربه کارگردانی او به‌شمار می‌رود و کیم یو جونگ، بیون وو سوک، پارک جونگ وو و رو یون سو در آن بازی کردند. این فیلم داستان دوستی و عشق اول را با پس‌زمینه سال ۱۹۹۹ به تصویر می‌کشد. دختر قرن بیستم در ۲۱ اکتبر ۲۰۲۲ در نتفلیکس منتشر شد.

## بازیگران

### اصلی
- کیم یو جونگ در نقش نا بو را[۳]
  - هان هیو جو در نقش بزرگسالی نا بو را[۴][۵]
- بیون وو سوک در نقش پونگ وون هو[۶]
- پارک جونگ وو در نقش بک هیون جین[۷]
- رو یون سو در نقش کیم یون دو[۳]